# ثوم رملي
الثوم الرملي (باللاتينية: Allium scorodoprasum) نوع نباتي عشبي يتبع جنس الثوم من الفصيلة الثومية.

## الموئل والانتشار
ينتشر في بلاد الشام وتركيا وكثير من مناطق أوروبا.